# Hadley Stackhouse
Hadley Stackhouse es un personaje ficticio que pertenece a la saga The Southern Vampire Mysteries escrita por Charlaine Harris.
Hadley Stackhouse es la prima de Sookie, protagonista de la novela. Nunca se la llega a conocer en los libros, solo se la menciona en ocasiones; aunque siguiendo el hilo de su muerte se desarrolla la trama del sexto libro, Definitivamente muerta.

## Historia
Hadley sufrió abusos sexuales por parte de su tío Bartlett, aunque no se especifica la gravedad de los mismos. Durante la infancia tuvo una buena relación con sus primos Jason Stackhouse y Sookie Stackhouse, pero al llegar a la adolescencia se fueron distanciando ya que Hadley se adentró en el mundo de las drogas. Su madre murió de cáncer y a raíz de esto se le perdió la pista.
Sookie vuelve a tener noticias de su prima de mano de la reina de los vampiros de Luisiana, Sophie-Anne Leclerq, quien le comunica que su prima ha conocido la muerte verdadera. Sophie-Anne se enamoró verdaderamente de Hadley y la convirtió en vampira, al tiempo que la mantenía económicamente.
En De muerto en peor se revela que, antes de convertirse, Hadley estuvo casada y tuvo un hijo, llamado Hunter Savoy, quien también es telépata. Al parecer los abandonó para vivir con Sophie-Anne.

## Adaptación a la televisión
La serie True Blood de la HBO está basada en estos libros. En ella, la actriz Lindsey Haun le da vida a Hadley.
- Datos: Q18418037